# Савченко, Олег Витальевич
Олег Витальевич Савченко (род. 15 января 1948) — глава администрации, губернатор Калужской области (март — декабрь 1996).

## Биография
Работал техником-оператором вычислительного центра. В 1972 г. окончил экономический факультет ЛГУ, затем аспирантуру Московского государственного университета. Кандидат экономических наук, доцент.
С 1972 г. работал в Институте атомной энергетики (Обнинск, Калужская область). В 1990 г. избран депутатом Обнинского городского Совета, а затем его председателем. В апреле 1990 г. избран депутатом Калужского областного Совета.
С сентября 1991 г. — представитель Президента РФ в Калужской области. В декабре 1993 г. баллотировался в Совет Федерации Федерального Собрания РФ (не избран). С марта 1994 г. — депутат Законодательного Собрания Калужской области, председатель Комитета по комплексному развитию области.
В декабре 1995 г. баллотировался в Государственную Думу РФ второго созыва (не избран). 7 марта 1996 г. назначен главой администрации Калужской области, 27 марта — губернатором. По должности являлся также членом Совета Федерации, входил в состав Комитета по делам Федерации, Федеративному договору и региональной политике. В октябре 1996 г. баллотировался на пост губернатора области, выборы проиграл и 14 ноября сложил полномочия.
Занимал должности генерального директора в компаниях «СИК — КОНКОР» (проектирование и строительство), «Трекпор — Технолоджи» (разработка и производство сложного медицинского оборудования), проектирование и эксплуатация рекреационно-спортивного комплекса «Парк Яхрома».
Осуществлял корпоративное обучение и консультирование в области инновационного и стратегического менеджмента, управления персоналом крупных и средних компаний : российских поставщиков «Ikea», дилеров «Volvo», «Huntsman — Nmg», «Российская Телевизионная и радиовещательная сеть», «Норильский никель» «Медбиофарм», «Аскона», корпорация «Твел» и др.
Заместитель директора Шведского института менеджмента в России. Заведует кафедрой предпринимательства и менеджмента Франко-российского института делового администрирования. С 2010 года ректор МИДА «ФРИДАС» и директор филиала в Обнинске Государственного университета управления.
Автор учебника в области инновационного менеджмента.

### Семья
Женат, есть сын.

## Награды
- Благодарность Президента Российской Федерации (12 августа 1996 года) — за активное участие в организации и проведении выборной кампании Президента Российской Федерации в 1996 году[5].